# Microregione di Paranaguá
Paranaguá è una microregione del Paraná in Brasile, appartenente alla mesoregione di Metropolitana de Curitiba.

## Comuni
È suddivisa in 7 comuni:
- Antonina
- Guaraqueçaba
- Guaratuba
- Matinhos
- Morretes
- Paranaguá
- Pontal do Paraná